# Гюздек
Гюздек (азерб. Güzdək) — посёлок в Гюздекском административно-территориальном округе Апшеронского района Азербайджана.

## Этимология
Название села происходит от тюркских слов гюз/кюз (осень) и частицы -дак, означающей местность.

## История
Село Гюздек в 1913 году согласно административно-территориальному делению Бакинской губернии относилось к Гюздекскому сельскому обществу Бакинского уезда.
В 1926 году согласно административно-территориальному делению Азербайджанской ССР село относилось к Бакинскому уезду.
После реформы административного деления и упразднения уездов в 1929 году населенный пункт передан Бакинскому городскому совету Азербайджанской ССР. 10 ноября 1937 года селу Гюздек присвоен статус посёлка.
Согласно административному делению 1961 года пгт Гюздек входил в Гюздекский поселковый совет Карадагского района Бакинского городского совета Азербайджанской ССР.
4 января 1963 года посёлок передан в состав новообразованного Апшеронского района. Согласно административному делению 1977 года пгт Гюздек входил в Гюздекский поселковый совет Апшеронского района.
В 1999 году в Азербайджане была проведена административная реформа и внутри Гюздекского административно-территориального округа был учрежден Гюздекский муниципалитет Апшеронского района.

## География
Посёлок находится в 19 км от райцентра Хырдалан и в 24 км от Баку. Железнодорожная станция.
Посёлок находится на высоте 146 метров над уровнем моря.

## Население
| Численность населения | Численность населения | Численность населения | Численность населения | Численность населения | Численность населения | Численность населения | Численность населения |
| 1886                  | 1939                  | 1959                  | 1970                  | 1979                  | 1989                  | 1999                  | 2009                  |
| --------------------- | --------------------- | --------------------- | --------------------- | --------------------- | --------------------- | --------------------- | --------------------- |
| 854                   | ↗1101                 | ↘725                  | ↗1222                 | ↗1668                 | ↗1888                 | ↗2152                 | ↗2474                 |

В 1886 году в селе жило 854 человека.
Население преимущественно занято в промышленности.

## Климат
| Показатель                    | Янв. | Фев. | Март | Апр. | Май  | Июнь | Июль | Авг. | Сен. | Окт. | Нояб. | Дек. | Год  |
| ----------------------------- | ---- | ---- | ---- | ---- | ---- | ---- | ---- | ---- | ---- | ---- | ----- | ---- | ---- |
| Средний суточный максимум, °C | 6,5  | 6,0  | 9,5  | 16,6 | 22,1 | 27,1 | 30,2 | 30,1 | 25,7 | 19,3 | 15,8  | 9,2  | 19,5 |
| Средняя температура, °C       | 3,9  | 3,5  | 6,4  | 12,5 | 17,8 | 22,8 | 25,9 | 25,9 | 22,0 | 15,9 | 13,0  | 6,5  | 14,7 |
| Средний суточный минимум, °C  | 1,4  | 1    | 3,4  | 8,4  | 13,6 | 18,6 | 21,6 | 21,8 | 18,3 | 12,5 | 10,2  | 3,8  | 9,9  |
| Норма осадков, мм             | 24   | 20   | 24   | 39   | 34   | 29   | 14   | 13   | 21   | 33   | 32    | 25   | 308  |

Среднегодовая температура воздуха в посёлке составляет +14,7 °C. В посёлке полупустынный климат.

## Инфраструктура
В советское время в посёлке располагались карьер, НИИ кормозаготовки, луговодства и пастбищ, средняя школа, клуб, библиотека, детский сад, медицинский пункт, отдел связи.
В посёлке расположены карьеры, почтовое отделение, средняя школа, детский сад, спортивная школа библиотека, больница, мечеть.
В посёлке находится памятник погибшим в Великой Отечественной войне соотечественникам.